# Yanmenpasset

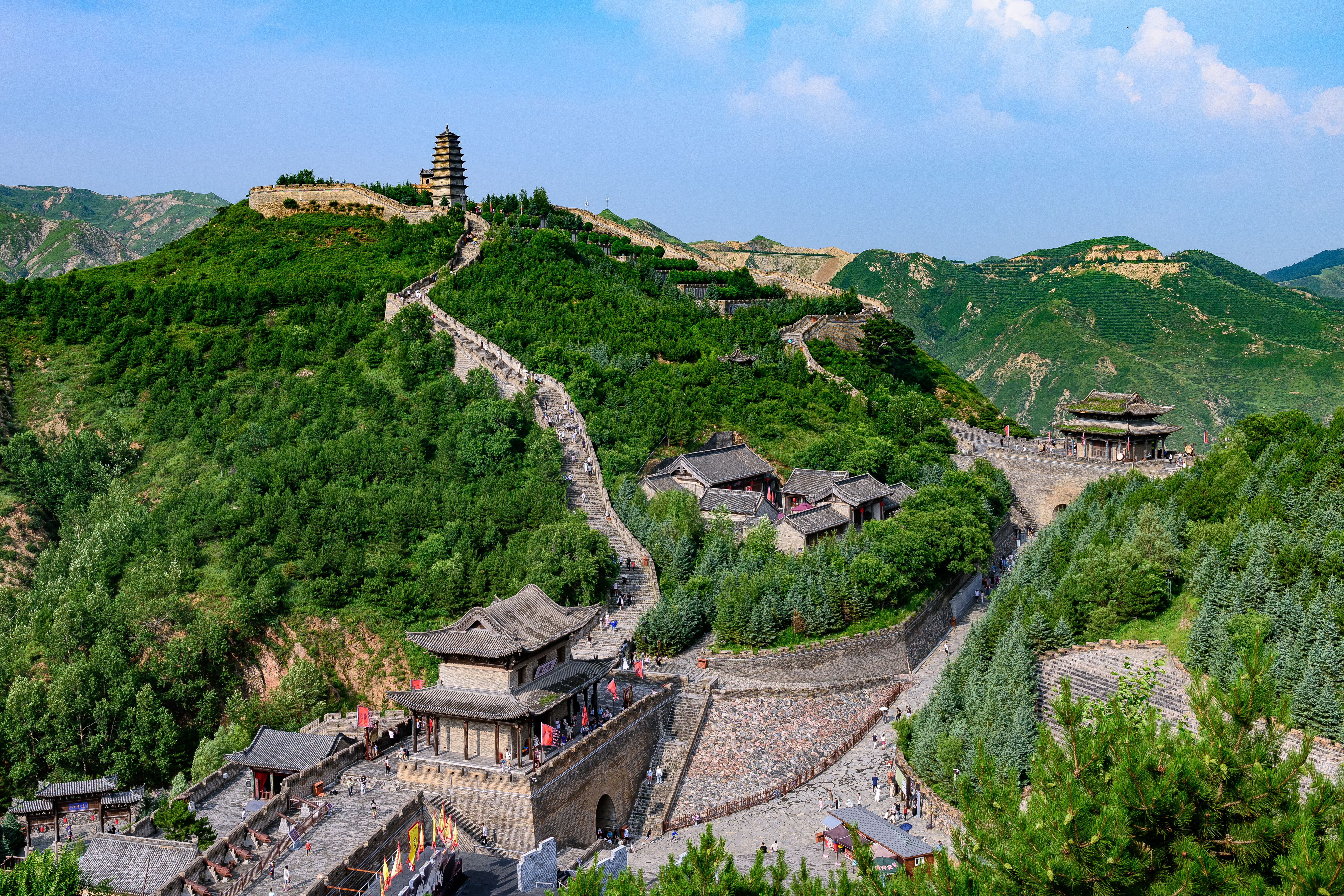
Yanmenguan

Yanmenguan (雁门关), eller Yanmenpasset, är ett bergspass och en historisk strategiskt viktig passage i Kinesiska muren.
Yanmenguan ligger 15 km nordväst om Dai, Xinzhou i Shanxi i Kina. Passagen är delad i den östra och västra passagen och har totalt tre portar (mot norr, väster och öster).
Yanmenguan har en lång historia och byggdes ursprungligen under Zhoudynastin (1046–256 f.Kr.). Dagens utförande fick Yumenguan år 1374 under Mingdynastin och är en passage genom den inre dragningen av Mingdynastins mur. Ningwupasset var tillsammans med Piantoupasset och Ningwupasset kända som "De tre yttre passen".